# Any Internacional dels Llegums
L'Assemblea General de les Nacions Unides decideix declarar l'any 2016 Any Internacional dels Llegums.
“S'ha designat a l'Organització de les Nacions Unides per a l'Alimentació i l'Agricultura (FAO) perquè faciliti la celebració de l'Any en col·laboració amb els governs, les organitzacions pertinents, les organitzacions no governamentals i les altres instàncies pertinents.
L'Any Internacional de les Llegums 2016 es proposa sensibilitzar l'opinió pública sobre els avantatges nutricionals dels llegums com a part d'una producció d'aliments sostenible encaminada a aconseguir la seguretat alimentària i la nutrició. L'Any brindarà una oportunitat única de fomentar connexions al llarg de tota la cadena alimentària per aprofitar millor les proteïnes derivades de les llegums, incrementar la producció mundial de llegums, utilitzar de manera més apropiada la rotació de cultius i fer front als reptes que existeixen en el comerç de llegums”.
El 12 de desembre del 2013 l'Assemblea General de les Nacions Unides en la Resolució 68/444 decideix declarar a 2016 Any Internacional dels Llegums.